# Совет народных уполномоченных
Совет народных уполномоченных (нем. Rat der Volksbeauftragten) — временное правительство в Германии во время Ноябрьской революции в период с ноября 1918 года по февраль 1919 года. Возглавил совет Фридрих Эберт.

## История
Совет народных уполномоченных был образован коалицией двух социал-демократических партий (СДПГ и НСДПГ) и 10 ноября 1918 года утверждён общим собранием берлинских рабочих и солдатских советов, действовавшим от имени всех революционных советов Германской империи. Имперский съезд рабочих и солдатских советов, проходивший в Берлине 16-20 декабря, проголосовал против системы советов и за выборы в Национальное собрание.
До 29 декабря 1918 года в Совет входили три социал-демократа (Фридрих Эберт, Филипп Шейдеман, Отто Ландсберг) и три независимых социал-демократа (Гуго Гаазе, Вильгельм Дитман, Эмиль Барт). В их  обязанности входило только сношение с соответствующими ведомствами, а непосредственную техническую работу вели особые статс-секретари, которые были подобраны по деловому признаку, в том числе из членов буржуазных партий. Во главе правительства стояли Эберт и Гаазе, причём Эберт, получив от Максимилиана Баденского вопреки конституции статус рейхсканцлера, занимал в правительстве главенствующее положение, не имея, однако, на это официальных оснований. Совет народных уполномоченных организовал исполнение объявленного 11 ноября 1918 года прекращения огня, возврат немецких войск, созвал Имперский съезд рабочих и солдатских советов и подготовил выборы в Национальное собрание 19 января 1919 года.
Заключив пакт Эберта-Грёнера, Совет народных уполномоченных не выполнил однозначно сформулированные решения Всегерманского съезда Советов о демократизации армии, а в связи с тем, что многие предложения НСДПГ провалились на Всегерманском съезде Советов, 29 декабря три независимых социал-демократа вышли из состава временного правительства. Поводом для этого послужило применение оружия в ходе так называемых рождественских беспорядков в Берлине. Совет народных уполномоченных пополнился двумя социал-демократами — Густавом Носке и Рудольфом Висселем. 11 февраля 1919 года Фридрих Эберт был избран временным рейхспрезидентом и тем самым подтвердил свои полномочия главы государства. 13 февраля Совет народных уполномоченных передал свои полномочия правительству Шейдемана, избранному Национальным собранием в Веймаре.
Название «Совет народных уполномоченных» носили и первые послереволюционные правительства в Саксонии и Брауншвейге. В Пруссии Совет народных уполномоченных действовал с 14 ноября 1918 года по 25 марта 1919 года в качестве временного исполнительного органа до созыва Прусского земельного собрания.

## Составы

### 10 ноября — 29 декабря 1918 года
Фридрих Эберт (СДПГ) — председатель, военный министр, министр внутренних дел

Филипп Шейдеман (СДПГ) — министр финансов

Отто Ландсберг (СДПГ) — министр прессы и информации

Гуго Гаазе (НСДПГ) — председатель, министр иностранных дел и колоний

Вильгельм Дитман (НСДПГ) — министр демобилизации и здравоохранения

Эмиль Барт (НСДПГ) — министр социальной политики

### 29 декабря 1918 — 11 февраля 1919 года
Фридрих Эберт (СДПГ) — председатель, министр внутренних дел

Филипп Шейдеман (СДПГ) — министр иностранных дел

Отто Ландсберг (СДПГ) — министр финансов

Густав Носке (СДПГ) — военный и морской министр

Рудольф Виссель (СДПГ) — министр социальной политики